# ONE SHOT, TWO SHOT
『ONE SHOT, TWO SHOT』（ワン ショット、トゥー ショット）は、BoAの初のミニアルバム。

## 概要
初のミニアルバム。

## 収録曲
1. ONE SHOT, TWO SHOT
2. EVERYBODY KNOWS
3. 내가 돌아 (NEGA DOLA)
配信限定シングル
4. YOUR SONG (feat. Junoflo)
5. RECOLLECTION
6. ALWAYS, ALL WAYS (feat. Chancellor)
7. CAMO
配信限定シングル